# مهرجان فاميك للسينما العربية
مهرجان فاميك للسينما العربية هو واجهة للثقافة العربية في قلب منطقة لورين الفرنسية. أكثر من 390 فيلما تم عرضها في المهرجان منذ بدايته في عام 1990. في كل عام يجري تكريم بلد من بلدان البحر الأبيض المتوسط والشرق الأوسط : المغرب ، الجزائر، تونس، مصر، موريتانيا، سوريا، فلسطين، العراق، لبنان... 
جوائز المهرجان هي: الجائزة الكبرى (حاز عليها الفيلم العراقي فجر العالم في دوره 2009) وجائزة الجمهور وجائزة الصحافة.

## أفلام و ممثلون
- محمد فلاق: ممثّل كوميدي جزائري.

## وصلات خارجية
الموقع الرسمي لمهرجان فاميك